# 圓證寺
圓證寺（えんしょうじ）は、奈良県生駒市にある真言律宗の寺院。山号はなし。本尊は釈迦如来。戦国大名筒井氏ゆかりの寺院である。

## 歴史
圓證寺は大和国の戦国大名・筒井家ゆかりの寺院である。現在は奈良県生駒市上町の新興住宅街の中にあるが、1985年に同地に移転するまでは、近鉄奈良駅近くの奈良市林小路町に所在した。
圓證寺は寛平年間（889 - 897）の創建と伝え、元は筒井氏の本拠地である大和国添下郡筒井（現・大和郡山市）に所在したというが、創建の正確な経緯や中世以前の歴史については定かでない。
筒井氏の起源については必ずしも明らかではないが、大和国の土豪であり、中世には興福寺の衆徒であった。興福寺は中世には大和一国を支配する大勢力であり、衆徒とは同寺に仕えた法体の武士で、「僧兵」とほぼ同義である。筒井家は興福寺にほど近い林小路（現在の奈良市林小路町）にも外館（下屋敷）を構えていた。戦国大名として著名な筒井順慶の父である筒井順昭が、天文19年（1550年）、林小路の館で死去した後、順昭の夫人が夫の菩提を弔うため、館を寺に改めたという。この際に前述の添下郡筒井庄の圓證寺の寺籍が林小路に移されたものと見られる。順昭が28歳の若さで没した際、跡取りの順慶は数え年2歳であったため、順昭の死は伏せられ、順昭と姿格好が似ていた木阿弥（黙阿弥）という盲目の僧が順昭の影武者となった。「元の木阿弥（黙阿弥）」という言葉はここから来ている。
林小路町の圓證寺は、現在の近鉄奈良駅南方の繁華街に位置していた。この地は繁華街の騒音、振動等のため文化財の護持や宗教活動に支障があるとして、1984年から1985年にかけて圓證寺は現在地の生駒市に移転した。室町時代建立の本堂と筒井順昭の供養塔である石造五輪塔（ともに重要文化財）も林小路から生駒市へ移建されている。国の重要文化財指定の建造物が寺自体の移転にともなって移築された例は比較的珍しい。

## 建造物
本堂（重要文化財）
室町時代末期の建立。
五輪塔（重要文化財）
筒井順昭の供養塔。天文19年（1500年）の銘がある。
他に客殿至聖坊、雪山の庭（石庭）などがある。

## 文化財

### 重要文化財
- 本堂
- 五輪塔

### 圓證寺旧蔵の重要文化財
- 木造文殊菩薩騎獅像・普賢菩薩騎象像
文化庁保管[1]。本尊の釈迦如来坐像（鎌倉時代）の脇侍として安置されていたが、本尊像より古い平安時代の作である。文殊像と普賢像も必ずしも一具の像でなく、普賢像の方が時代的にやや古いとみられる。

## アクセス
- 近鉄奈良線富雄駅よりバス「出垣内」下車（ただし、本数少）。
- 近鉄奈良線学園前駅もしくは近鉄けいはんな線学研北生駒駅よりバス「真弓四丁目」下車。徒歩（約 800 m）。